# Murzynowo (przystanek kolejowy)
Murzynowo – przystanek kolejowy w Murzynowie, w województwie lubuskim, w Polsce.